# 알데라노 치보

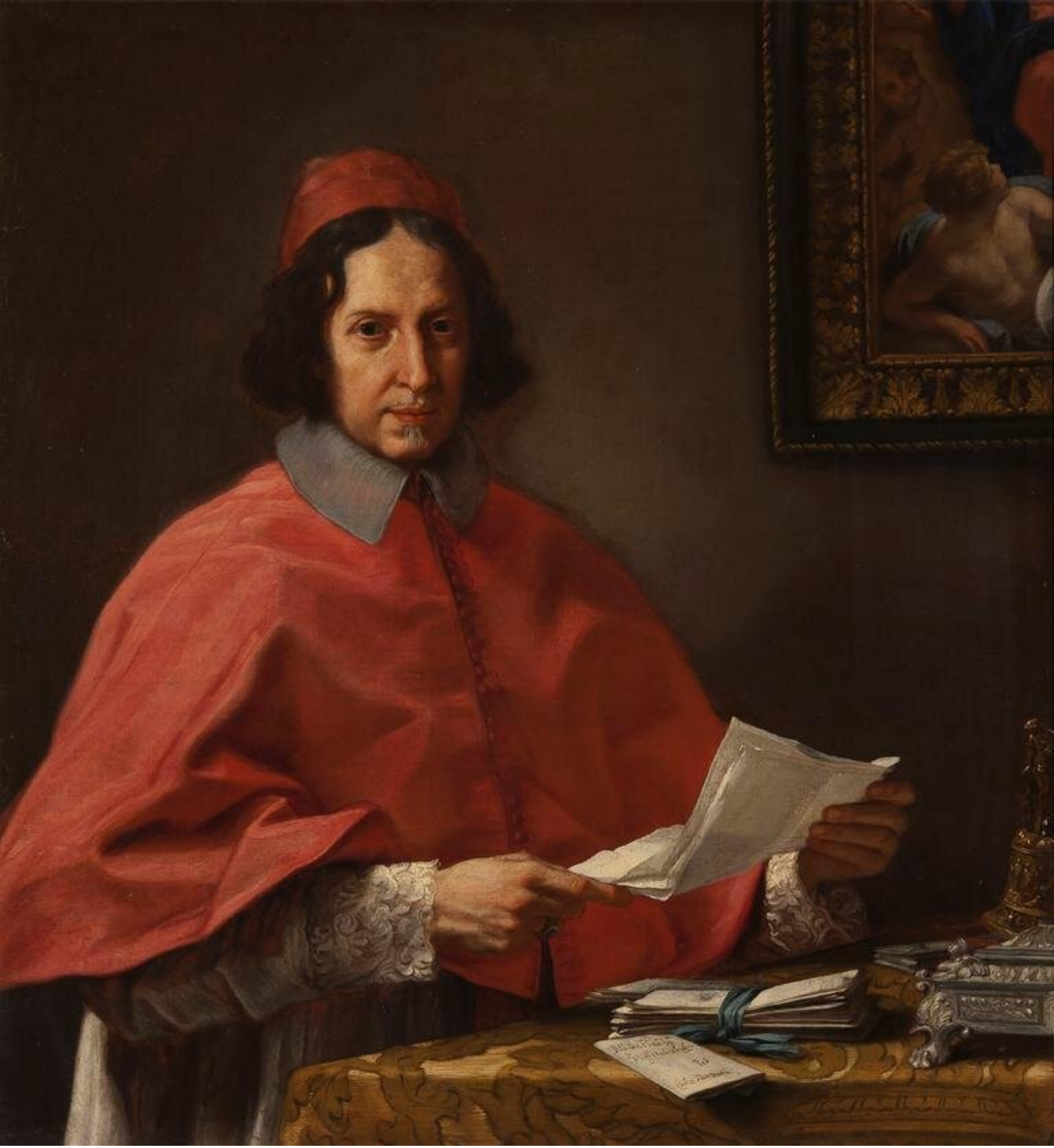
알데라노 치보 추기경

알데라노 치보(이탈리아어: Alderano Cybo, 1613년 7월 16일 - 1700년 7월 22일)는 이탈리아의 추기경이다.

## 약력
치보는 1613년 7월 16일 이탈리아 제노바에서 태어났으며 로마로 가서 교황 우르바노 8세의 고위성직자가 되었다.
1645년 3월 6일, 치보는 교황 인노첸시오 10세에 의해 산타 푸덴치아나 성당의 사제급 추기경으로 서임되었다. 1656년 그는 제시의 교구장 주교로 임명되었으며, 1671년까지 재직하였다.

## 콘클라베
치보는 1655년, 1667년, 1669년-1670년 그리고 1676년에 개최된 교황선출비밀회의인 콘클라베에 참석하였다. 1687년 치보 추기경은 추기경단 단장에 임명되었다. 추기경단 단장으로서 그는 1689년과 1691년에 개최된 콘클라베를 주재하였다.

## 말년과 죽음
1676년과 1689년 사이, 치보는 국무성성 장관에 임명되었다. 1700년에 선종하였으며 시신은 산타 마리아 델 포폴로 성당에 안치되었다.